# Trionyx ikoviensis
Trionyx ikoviensis (видова назва на честь села Ікове) — викопна м'якотіла черепаха, що існувала в ранньому лютеті (середній еоцен) на території сучасної України.